# 時報廣告金犢獎
時報廣告金犢獎創立於1992年，是一個針對華語學生的廣告創意獎項，目前已經發展為華文地區最大的學生創意獎項。目前主辦單位為旺旺中時媒體集團。

## 歷史
1992年，時報廣告金像獎在原有的獎項架構下，為讓廣告創意的發想向下紮根並培育學子「初生之犢不畏虎」的精神，針對校園學生特設「時報廣告金犢獎」。
2014年，第23屆時報廣告金犢獎，主題為「初露鋒芒」。臺灣的收件數共7848件，參賽人次超過4萬7千人；大陸地區收件數則為11433件，參賽人次超過6萬8千人，總計兩岸參賽件數共19281件，參賽人數更高達11萬5千人次。頒獎典禮於6月7日下午在新北市政府舉行。
2015年，第24屆時報廣告金犢獎，主題為「經典的重量」。
2016年，第25屆時報廣告金犢獎，主題為「好創意變成好生意」。
2017年，第26屆時報廣告金犢獎，主題為「創意就是超能力」。複決審地點為廣西南寧，頒獎典禮於6月24日下午同步於台北與北京舉行。

## 外部連結
- 第二十六屆時報金犢獎
- 金小牛創意俱樂部